# Derge (arrondissement)
Derge, Chinees: Dêgê is een arrondissement in de Autonome Tibetaanse Prefectuur Garzê in de provincie Sichuan, China. Het administratief centrum van Derge is Goinqên. De hoofdplaats is het gelijknamige Derge.
Derge maakte deel uit van de historische Tibetaanse provincie Kham. Derge staat bekend om het houtsnijwerk en de boekdrukkunst van het klooster Derge. Door Derge loopt de nationale weg G317.